# Liễu Lâm
Liễu Lâm (chữ Hán giản thể: 柳林县, âm Hán Việt: Liễu Lâm huyện) là một huyện thuộc địa cấp thị Lữ Lương, tỉnh Sơn Tây, Cộng hòa Nhân dân Trung Hoa. Huyện Liễu Lâm có diện tích 1288 km², dân số năm 2002 là 290.000 người. Huyện được thành lập năm 1971 trên cơ sở tách ra một số phần của huyện Ly Thạch (nay là quận Ly Thạch) và huyện Trung Dương.
Về mặt hành chính, huyện Liễu Lâm được chia ra thành 8 trấn và 7 hương. 
- Trấn: Liễu Lâm, Trang Thượng, Mạnh Môn, Thành Gia, Mục Thôn, Tiết Thôn, Tam Giao, Lưu Dư.
- Hương: Vương Gia Câu, Lý Gia Loan, Cố Gia Viên, Thạch Tây, Cao Gia Câu, Trần Gia Loan, Kim Giang Trang.